# Pangasius lithostoma
Pangasius lithostoma är en fiskart som beskrevs av Roberts, 1989. Pangasius lithostoma ingår i släktet Pangasius och familjen Pangasiidae. Inga underarter finns listade i Catalogue of Life.